# فهرست فرمانروایان روسیه
فهرست فرمانروایان روسیه دربرگیرندهٔ تمامی پادشاهان تاریخ روسیه شامل شاهزادگان نووگورود، شاهزادگان کی‌یف، شاهزادگان مسکو، تزارهای روسیه و امپراتوران روسیه می‌باشد. این فهرست با شاهزادهٔ افسانه‌ای روریک، شاهزادهٔ نووگورود، در میانهٔ سدهٔ نهم میلادی آغاز و با نیکلای دوم، چهاردهمین و آخرین امپراتور روسیه که در سال ۱۹۱۷ میلادی از سلطنت کناره‌گیری کرد و سال بعد همراه با خانواده‌اش اعدام شد، پایان می‌یابد. روی هم دو دودمان بر تاریخ هزار ساله روسیه حکومت کرده‌اند: دودمان روریک (از ۸۶۲ تا ۱۵۹۸) و دودمان رومانوف (از ۱۶۱۳ تا ۱۹۱۷).
سرزمین وسیعی که به نام روسیه شناخته می‌شود، نخست منطقه‌ای در اروپای شرقی بود که از قرن نهم میلادی تحت فرمان حکومت‌های مختلفی از جمله روس کی‌یف، شاهزاده‌نشین بزرگ ولادیمیر، شاهزاده‌نشین بزرگ مسکو، روسیه تزاری و امپراتوری روسیه بوده است. حاکمان این دولت‌ها دارای عناوین سلطنتی مختلفی بوده‌اند؛ برخی از قدیمی‌ترین آنها کنیاز و ولیکی کنیاز بودند که به ترتیب به معنای «شاهزاده» و «شاهزاده بزرگ» هستند و گاه در ادبیات غرب برابر دوک و دوک بزرگ ترجمه شده‌اند. پس از تشکیل دولت متمرکز روسیه، عنوان تزار که هم معنای «سزار» و برابر با پادشاه یا امپراتور بود، تبدیل به عنوان یا لقب همیشگی فرمانروایان روسیه شد. طبق مادهٔ ۵۹ قانون اساسی ۱۹۰۶ روسیه، امپراتور روسیه دارای ده‌ها عنوان بود که هر یک نمایندهٔ منطقه‌ای بود که پادشاه بر آن فرمانروایی داشت.

## شاهزادگان روسیه

### شاهزادگان نوگورود
| نام                | طول عمر                      | شروع سلطنت | پایان سلطنت | یادداشت                                                    | دودمان  | تصویر |
| ------------------ | ---------------------------- | ---------- | ----------- | ---------------------------------------------------------- | ------- | ----- |
| روریک یکم- Рюрик   | نامعلوم (حدود سال ۸۳۰) – ۸۷۹ | ۸۶۲        | ۸۷۹         | بنیان‌گذار دودمان روریک                                     | روریک‌ها |       |
| الگ نووگورود- Олег | ۸۵۵ – ۹۱۲                    | ۸۷۹        | ۸۸۲         | خویشاوند روریک و نایب‌السلطنه پسر روریک، شاهزاده ایگور کی‌یف | روریک‌ها |       |

### شاهزادگان بزرگ کی‌یف
در سال ۱۱۶۹ نیروهای ولادیمیر-سوزدال کی‌یف را گرفتند. این کار باعث کاهش اهمیت این شهر گشت.

## تزارهای روسیه
| نام                                                     | طول عمر                           | شروع سلطنت     | پایان سلطنت    | یادداشت | دودمان       | تصویر |
| ------------------------------------------------------- | --------------------------------- | -------------- | -------------- | --- | ------------ | ----- |
| ایوان چهارم- مخوف - Иван Васильевич (Иван Грозный)      | ۲۵ اوت ۱۵۳۰ – ۲۸ مارس ۱۵۸۴        | ۲۶ ژانویه ۱۵۴۷ | ۲۸ مارس ۱۵۸۴   | او فرزند واسیلی سوم بود. او نخستین تزار روسیه و یکی از مهم‌ترین تزارهای روسیه تزاری بود که این حکومت را بنیان‌گذاشت. | روریک        |       |
| فیودور یکم- فرخنده - Фёдор Иванович (Фёдор Блаженный)   | ۳۱ مه ۱۵۵۷ – ۱۷ ژانویه ۱۵۹۸       | ۲۸ مارس ۱۵۸۴   | ۱۷ ژانویه ۱۵۹۸ | او فرزند ایوان چهارم بود. پس از مرگ او روسیه وارد عصر مشکلات شد که به سقوط دودمان روریک منجر گشت. | روریک        |       |
| بوریس گودونوف- Борис Фёдорович Годунов                  | ۱۲ اوت ۱۵۵۲ – ۱۳ آوریل ۱۶۰۵       | ۲۱ فوریه ۱۵۹۸  | ۱۳ آوریل ۱۶۰۵  | او برادرزن فیودور یکم بود که به این مقام منصوب شد. او به دنبال بحران جانشینی پس از مرگ فئودور یکم به سلطنت برگزیده شد و تلاش کرد ثبات را حفظ کند و دست به اصلاحاتی زد. | گودونوف      |       |
| فئودور دوم- Фёдор Борисович Годунов                     | ۱۸ مه ۱۵۸۹ – ۲۰ ژوئن ۱۶۰۵         | ۱۳ آوریل ۱۶۰۵  | ۱۰ ژوئن ۱۶۰۵   | او فرزند بوریس گودونوف بود. او کمتر از ۲ ماه سلطنت کرد و با توطئه دیمیتری دروغین اول به دست عوامل خیانت‌کارش به قتل رسید. | گودونوف      |       |
| دیمیتری دروغین اول- Лжедмитрий I                        | ۱۹ اکتبر ۱۵۸۲ – ۱۷ مه ۱۶۰۶        | ۲۰ ژوئن ۱۶۰۵   | ۱۷ مه ۱۶۰۶     | او مدعی بود که از فرزندان ایوان چهارم است و پس از تنها یک سال سلطنت به قتل رسید. | روریک (مدعی) |       |
| واسیلی چهارم- Василий Иванович Шуйский                  | ۲۲ سپتامبر ۱۵۵۲ – ۱۲ سپتامبر ۱۶۱۲ | ۱۹ مه ۱۶۰۶     | ۱۷ ژوئیه ۱۶۱۰  | او پس از توطئه‌ای علیه دیمیتری دروغین اول به سلطنت رسید. او آخرین تزار روسیه از دودمان روریک بود. | روریک        |       |
| میخائیل یکم- Михаил Фёдорович                           | ۱۲ ژوئیه ۱۵۹۶ – ۱۲ ژوئیه ۱۶۴۵     | ۲۶ ژوئیه ۱۶۱۳  | ۱۲ ژوئیه ۱۶۴۵  | سلطنت مشترک: پاتریارک فیلارت (۱۶۱۹–۱۶۳۳)او بنیان‌گذار دودمان رومانوف و یکی از مهم‌ترین تزارهای روسیه تزاری بود. دوره سلطنت او پایان عصر مشکلات بود. | رومانوف      |       |
| الکسی یکم- خموش - Алексей Михайлович (Алексей Тишайший) | ۹ مه ۱۶۲۹ – ۲۹ ژانویه ۱۶۷۶        | ۱۲ ژوئیه ۱۶۴۵  | ۲۹ ژانویه ۱۶۷۶ | او فرزند میخائیل یکم و یکی از مهم‌ترین تزارهای روسیه تزاری بود. دوره سلطنت او آغاز اصلاحات و غرب‌گرایی در تاریخ روسیه بود. | رومانوف      |       |
| فیودور سوم- Фёдор III Алексеевич                        | ۹ ژوئن ۱۶۶۱ – ۷ مه ۱۶۸۲           | ۲۰ ژانویه ۱۶۷۶ | ۷ مه ۱۶۸۲      | او فرزند الکسی یکم بود. او به‌طور مادرزادی ضعیف و بیمار بود و تا پایان عمرش متأثر از اشراف سلطنت کرد. | رومانوف      |       |
| ایوان پنجم- Иван V Алексеевич                           | ۶ سپتامبر ۱۶۶۶ – ۸ فوریه ۱۶۹۶     | ۷ مه ۱۶۸۲      | ۸ فوریه ۱۶۹۶   | سلطنت مشترک: پتر یکم (۷ مه ۱۶۸۲–۸ فوریه ۱۶۹۶)نایب‌السلطنه: سوفیا آلکسیونا (۸ ژوئن ۱۶۸۲–۱۷ سپتامبر ۱۶۸۹)او فرزند الکسی یکم و برادر تنی فیودور سوم و ناتنی پتر یکم بود. او نیز چون برادرش فیودور به‌طور مادرزادی ضعیف و بیمار بود. پس از مرگ فیودور در جریان شورش ۱۶۸۲ مسکو خاندان او به رهبری خواهر بزرگ‌ترش سوفیا آلکسیونا قدرت را به دست گرفتند. | رومانوف      |       |
| پتر یکم- Пётр I Алексеевич                              | ۹ ژوئن ۱۶۷۲ – ۸ فوریه ۱۷۲۵        | ۷ مه ۱۶۸۲      | ۲ نوامبر ۱۷۲۱  | سلطنت مشترک: ایوان پنجم (۷ مه ۱۶۸۲–۸ فوریه ۱۶۹۶)نایب‌السلطنه: سوفیا آلکسیونا (۸ ژوئن ۱۶۸۲–۱۷ سپتامبر ۱۶۸۹)؛ ناتالیا ناریشکینا (اوت ۱۶۸۹–۴ فوریه ۱۶۹۴)او فرزند الکسی یکم و ناتالیا ناریشکینا و برادر ناتنی کوچک‌تر فیودور سوم و ایوان پنجم بود. او یکی از مهم‌ترین تزارهای روسیه تزاری بود که در سال ۱۷۲۱ آن را به امپراتوری روسیه تبدیل کرد.      | رومانوف      |       |

## امپراتوران روسیه
| نام                                                   | طول عمر                        | شروع سلطنت     | پایان سلطنت    | یادداشت | دودمان                                            | تصویر |
| ----------------------------------------------------- | ------------------------------ | -------------- | -------------- | --- | ------------------------------------------------- | ----- |
| پتر کبیر- Пётр Вели́кий                                | ۹ ژوئن ۱۶۷۲ — ۸ فوریه ۱۷۲۵     | ۲ نوامبر ۱۷۲۱  | ۸ فوریه ۱۷۲۵   | او پسر الکسی یکم و ناتالیا ناریشکینا و برادر فیودور سوم بود. او پیش از امپراتور شدن، به عنوان تزار با برادر بزرگ‌تر دیگرش ایوان پنجم به مدت ۱۴ سال سلطنت کرد. او یکی از مهم‌ترین امپراتورهای تاریخ روسیه بود که امپراتوری روسیه را بنیان‌گذاشت. | رومانوف                                           |       |
| کاترین یکم- Екатери́на I Алексе́евна                    | ۱۵ آوریل ۱۶۸۴ — ۱۷ مه ۱۷۲۷     | ۸ فوریه ۱۷۲۵   | ۱۷ مه ۱۷۲۷     | او همسر پتر کبیر بود که پس از مرگ او با کمک بزرگان دربار بر تخت نشست. دوره سلطنت کوتاه او محل رقابت میان اشراف بود. | اسکاورونسکی(در هنگام تولد) رومانوف (پس از ازدواج) |       |
| پتر دوم- Пётр II Алексеевич                           | ۲۳ اکتبر ۱۷۱۵ — ۳۰ ژانویه ۱۷۳۰ | ۱۸ مه ۱۷۲۷     | ۳۰ ژانویه ۱۷۳۰ | او نوه پتر کبیر از پسرش الکسی پتروویچ بود. او آخرین نواده مستقیم مرد از دودمان رومانوف بود که در نوجوانی درگذشت. | رومانوف                                           |       |
| آنا- Анна Иоанновна                                   | ۷ فوریه ۱۶۹۳ — ۲۸ اکتبر ۱۷۴۰   | ۱۵ فوریه ۱۷۳۰  | ۲۸ اکتبر ۲۷۴۰  | او فرزند ایوان پنجم بود. | رومانوف                                           |       |
| ایوان ششم- Иван VI                                    | ۲۳ اوت ۱۷۴۰ — ۱۶ ژوئیه ۱۷۶۴    | ۲۸ اکتبر ۱۷۴۰  | ۶ دسامبر ۱۷۴۱  | او نوه ایوان پنجم بود. او در کودکی خلع و زندانی شد و در زمان کاترین کبیر به قتل رسید. | رومانوف                                           |       |
| الیزابت- Елизаве́та                                    | ۲۹ دسامبر ۱۷۰۹ — ۵ ژانویه ۱۷۶۲ | ۶ دسامبر ۱۷۴۱  | ۵ ژانویه ۱۷۶۲  | او فرزند پتر کبیر و کاترین یکم بود. او تاج و تخت را از پتر ششم کودک غصب کرد و خود بر تخت نشست. | رومانوف                                           |       |
| پتر سوم- Пётр III Фёдорович                           | ۲۱ فوریه ۱۷۲۸ — ۱۷ ژوئیه ۱۷۶۲  | ۹ ژانویه ۱۷۶۲  | ۹ ژوئیه ۱۷۶۲   | او نوه پتر کبیر و برادرزاده امپراتریس الیزابت بود. او در جوانی با کاترین کبیر ازدواج کرد و توسط او خلع و سپس به قتل رسید. | رومانوف                                           |       |
| کاترین کبیر- Екатерина Алексеевна Catherine the Great | ۲ مه ۱۷۲۹ — ۱۷ نوامبر ۱۷۹۶     | ۹ ژوئیه ۱۷۶۲   | ۱۷ نوامبر ۱۷۹۶ | او همسر پتر سوم بود که با کودتایی او را از تخت به زیر کشید و جای او را گرفت. او بزرگ‌ترین امپراتور تاریخ روسیه بود که دوره سلطنت طولانی‌اش اوج پیشرفت در این کشور بود.                                                                         | آسکانیا (در هنگام تولد) رومانوف (پس از ازدواج)    |       |
| پاول یکم- Па́вел I Петро́вич                            | ۱ اکتبر ۱۷۵۴ — ۲۳ مارس ۱۸۰۱    | ۱۷ نوامبر ۱۷۹۶ | ۲۳ مارس ۱۸۰۱   | او فرزند احتمالی پتر سوم و کاترین کبیر بود که با کودتای پسرش الکساندر خلع شد و به قتل رسید. | رومانوف                                           |       |
| الکساندر یکم- Александр Павлович                      | ۲۳ دسامبر ۱۷۷۷ — ۱ دسامبر ۱۸۲۵ | ۲۳ مارس ۱۸۰۱   | ۱ دسامبر ۱۸۲۵  | او فرزند پاول یکم و نوه کاترین کبیر بود. او یکی از مهم‌ترین امپراتوران روسیه و نخستین پادشاه رومانوف لهستان و شاهزاده بزرگ فنلاند بود. در دوره سلطنت او بود که سرزمین‌های باکو و گنجه از ایران به روسیه الحاق گشت.                             | رومانوف                                           |       |
| نیکلای یکم- Николай I Павлович                        | ۶ ژوئیه ۱۷۹۶ — ۲ مارس ۱۸۵۵     | ۱ دسامبر ۱۸۲۵  | ۲ مارس ۱۸۵۵    | او فرزند پاول یکم و برادر کوچک‌تر الکساندر یکم بود. | رومانوف                                           |       |
| الکساندر دوم- Алекса́ндр II Никола́евич                 | ۲۹ آوریل ۱۸۱۸ — ۱۳ مارس ۱۸۸۱   | ۲ مارس ۱۸۵۵    | ۱۳ مارس ۱۸۸۱   | او فرزند نیکلای یکم و الکساندرا فئودروونا و برادرزاده نیکلای یکم بود که به قتل رسید. | رومانوف                                           |       |
| الکساندر سوم- Алекса́ндр III Алекса́ндрович             | ۱۰ مارس ۱۸۴۵ — ۱ نوامبر ۱۸۹۴   | ۱۳ مارس ۱۸۸۱   | ۱ نوامبر ۱۸۹۴  | او فرزند الکساندر دوم بود. | رومانوف                                           |       |
| نیکلای دوم- Николай II Алекса́ндрович                  | ۱۸ مه ۱۸۶۸ — ۱۷ ژوئیه ۱۹۱۸     | ۱ نوامبر ۱۸۹۴  | ۱۵ مارس ۱۹۱۷   | او فرزند الکساندر سوم بود. او آخرین امپراتور تاریخ روسیه بود که پس از انقلاب فوریه مجبور به کناره‌گیری از تاج و تخت شد. او و تمام خانواده‌اش توسط بلشویک‌ها اعدام شدند.                                                                         | رومانوف                                           |       |